# 7e étape du Tour d'Italie 2004
Pour un article plus général, voir Tour d'Italie 2004.
La 7e étape du Tour d'Italie 2004 a eu lieu le 15 mai 2004 entre la ville de Frosinone et celle de Montevergine sur une distance de 214 km. Elle a été remportée au sprint au sein d'un petit groupe de coureurs par l'Italien Damiano Cunego (Saeco) devant l'Australien Bradley McGee (Fdjeux.com) et son compatriote Franco Pellizotti (Alessio-Bianchi). Cunego en profite pour s'emparer du maillot rose de leader au détriment de son coéquipier Gilberto Simoni qui se retrouve deuxième du classement général.

## Classement de l'étape
| \| Classement de l'étape \| Classement de l'étape \| Classement de l'étape \| Classement de l'étape \| Classement de l'étape \| \| Coureur \| Coureur \| Pays \| Équipe \| Temps \| \| --------------------- \| --------------------- \| --------------------- \| ---------------------------------- \| --------------------- \| \| 1er \| Damiano Cunego \| Italie \| Saeco \| 5 h 26 min 25 s \| \| 2e \| Bradley McGee \| Australie \| Fdjeux.com \| + 0 s \| \| 3e \| Franco Pellizotti \| Italie \| Alessio-Bianchi \| + 0 s \| \| 4e \| Giuliano Figueras \| Italie \| Ceramica Panaria-Margres \| + 0 s \| \| 5e \| Stefano Garzelli \| Italie \| Vini Caldirola-Nobili Rubinetterie \| + 3 s \| \| 6e \| Gilberto Simoni \| Italie \| Saeco \| + 3 s \| \| 7e \| Serhiy Honchar \| Ukraine \| De Nardi-Piemme Telekom \| + 3 s \| \| 8e \| Andrea Noè \| Italie \| Alessio-Bianchi \| + 3 s \| \| 9e \| Wladimir Belli \| Italie \| Lampre \| + 3 s \| \| 10e \| Yaroslav Popovych \| Ukraine \| Landbouwkrediet-Colnago \| + 3 s \| |                   |           |                                    |                 |
| |                   |           |                                    |                 |
| |                   |           |                                    |                 |
| Classement de l'étape |                   |           |                                    |                 |
| Coureur | Coureur           | Pays      | Équipe                             | Temps           |
| 1er | Damiano Cunego    | Italie    | Saeco                              | 5 h 26 min 25 s |
| 2e | Bradley McGee     | Australie | Fdjeux.com                         | + 0 s           |
| 3e | Franco Pellizotti | Italie    | Alessio-Bianchi                    | + 0 s           |
| 4e | Giuliano Figueras | Italie    | Ceramica Panaria-Margres           | + 0 s           |
| 5e | Stefano Garzelli  | Italie    | Vini Caldirola-Nobili Rubinetterie | + 3 s           |
| 6e | Gilberto Simoni   | Italie    | Saeco                              | + 3 s           |
| 7e | Serhiy Honchar    | Ukraine   | De Nardi-Piemme Telekom            | + 3 s           |
| 8e | Andrea Noè        | Italie    | Alessio-Bianchi                    | + 3 s           |
| 9e | Wladimir Belli    | Italie    | Lampre                             | + 3 s           |
| 10e | Yaroslav Popovych | Ukraine   | Landbouwkrediet-Colnago            | + 3 s           |

## Classement général
Grâce à sa victoire d'étape avec notamment trois secondes d'avance sur l'ancien leader Gilberto Simoni, Damiano Cunego (Saeco) s'empare du maillot rose de leader au détriment de son coéquipier. Il possède maintenant dix secondes d'avance sur Simoni et vingt-huit sur Franco Pellizotti (Alessio-Bianchi).
| \| Classement général \| Classement général \| Classement général \| Classement général \| Classement général \| \| Coureur \| Coureur \| Pays \| Équipe \| Temps \| \| ------------------ \| ------------------ \| ------------------ \| ---------------------------------- \| ------------------ \| \| 1er \| Damiano Cunego \| Italie \| Saeco \| 33 h 01 min 48 s \| \| 2e \| Gilberto Simoni \| Italie \| Saeco \| + 10 s \| \| 3e \| Franco Pellizotti \| Italie \| Alessio-Bianchi \| + 28 s \| \| 4e \| Yaroslav Popovych \| Ukraine \| Landbouwkrediet-Colnago \| + 31 s \| \| 5e \| Giuliano Figueras \| Italie \| Ceramica Panaria-Margres \| + 52 s \| \| 6e \| Serhiy Honchar \| Ukraine \| De Nardi-Piemme Telekom \| + 1 min 08 s \| \| 7e \| Dario Cioni \| Italie \| Fassa Bortolo \| + 1 min 10 s \| \| 8e \| Stefano Garzelli \| Italie \| Vini Caldirola-Nobili Rubinetterie \| + 1 min 15 s \| \| 9e \| Andrea Noè \| Italie \| Alessio-Bianchi \| + 1 min 17 s \| \| 10e \| Eddy Mazzoleni \| Italie \| Saeco \| + 1 min 29 s \| |                   |         |                                    |                  |
| |                   |         |                                    |                  |
| |                   |         |                                    |                  |
| Classement général |                   |         |                                    |                  |
| Coureur | Coureur           | Pays    | Équipe                             | Temps            |
| 1er | Damiano Cunego    | Italie  | Saeco                              | 33 h 01 min 48 s |
| 2e | Gilberto Simoni   | Italie  | Saeco                              | + 10 s           |
| 3e | Franco Pellizotti | Italie  | Alessio-Bianchi                    | + 28 s           |
| 4e | Yaroslav Popovych | Ukraine | Landbouwkrediet-Colnago            | + 31 s           |
| 5e | Giuliano Figueras | Italie  | Ceramica Panaria-Margres           | + 52 s           |
| 6e | Serhiy Honchar    | Ukraine | De Nardi-Piemme Telekom            | + 1 min 08 s     |
| 7e | Dario Cioni       | Italie  | Fassa Bortolo                      | + 1 min 10 s     |
| 8e | Stefano Garzelli  | Italie  | Vini Caldirola-Nobili Rubinetterie | + 1 min 15 s     |
| 9e | Andrea Noè        | Italie  | Alessio-Bianchi                    | + 1 min 17 s     |
| 10e | Eddy Mazzoleni    | Italie  | Saeco                              | + 1 min 29 s     |

## Classements annexes
| Classement par points | Classement par points | Classement par points | Classement par points | Classement par points |
| Coureur               | Coureur               | Pays                  | Équipe                | Points                |
| --------------------- | --------------------- | --------------------- | --------------------- | --------------------- |
| 1er                   | Alessandro Petacchi   | Italie                | Fassa Bortolo         | 80 pts                |
| 2e                    | Damiano Cunego        | Italie                | Saeco                 | 70 pts                |
| 3e                    | Robbie McEwen         | Australie             | Lotto-Domo            | 66 pts                |
| 4e                    | Olaf Pollack          | Allemagne             | Gerolsteiner          | 62 pts                |
| 5e                    | Eddy Mazzoleni        | Italie                | Saeco                 | 48 pts                |

| Classement par points | Classement par points | Classement par points | Classement par points | Classement par points |
| Coureur               | Coureur               | Pays                  | Équipe                | Points                |
| --------------------- | --------------------- | --------------------- | --------------------- | --------------------- |
| 1er                   | Alessandro Petacchi   | Italie                | Fassa Bortolo         | 80 pts                |
| 2e                    | Damiano Cunego        | Italie                | Saeco                 | 70 pts                |
| 3e                    | Robbie McEwen         | Australie             | Lotto-Domo            | 66 pts                |
| 4e                    | Olaf Pollack          | Allemagne             | Gerolsteiner          | 62 pts                |
| 5e                    | Eddy Mazzoleni        | Italie                | Saeco                 | 48 pts                |

| Classement de la montagne | Classement de la montagne | Classement de la montagne | Classement de la montagne | Classement de la montagne |
| Coureur                   | Coureur                   | Pays                      | Équipe                    | Points                    |
| ------------------------- | ------------------------- | ------------------------- | ------------------------- | ------------------------- |
| 1er                       | Damiano Cunego            | Italie                    | Saeco                     | 28 pts                    |
| 2e                        | Fabian Wegmann            | Allemagne                 | Gerolsteiner              | 17 pts                    |
| 3e                        | Gilberto Simoni           | Italie                    | Saeco                     | 16 pts                    |
| 4e                        | Alexandre Moos            | Suisse                    | Phonak Hearing Systems    | 14 pts                    |
| 5e                        | Franco Pellizotti         | Italie                    | Alessio-Bianchi           | 12 pts                    |

| Classement de la montagne | Classement de la montagne | Classement de la montagne | Classement de la montagne | Classement de la montagne |
| Coureur                   | Coureur                   | Pays                      | Équipe                    | Points                    |
| ------------------------- | ------------------------- | ------------------------- | ------------------------- | ------------------------- |
| 1er                       | Damiano Cunego            | Italie                    | Saeco                     | 28 pts                    |
| 2e                        | Fabian Wegmann            | Allemagne                 | Gerolsteiner              | 17 pts                    |
| 3e                        | Gilberto Simoni           | Italie                    | Saeco                     | 16 pts                    |
| 4e                        | Alexandre Moos            | Suisse                    | Phonak Hearing Systems    | 14 pts                    |
| 5e                        | Franco Pellizotti         | Italie                    | Alessio-Bianchi           | 12 pts                    |

| Classement Intergiro | Classement Intergiro | Classement Intergiro | Classement Intergiro         | Classement Intergiro |
|                      | Coureur              | Pays                 | Équipe                       | Temps                |
| -------------------- | -------------------- | -------------------- | ---------------------------- | -------------------- |
| 1er                  | Massimo Strazzer     | Italie               | Saunier Duval-Prodir         | en 20 h 51 min 25 s  |
| 2e                   | Crescenzo D'Amore    | Italie               | Acqua & Sapone-Caffè Mokambo | + 10 s               |
| 3e                   | Aart Vierhouten      | Pays-Bas             | Lotto-Domo                   | + 18 s               |
| 4e                   | Alessandro Vanotti   | Italie               | De Nardi-Piemme Telekom      | + 30 s               |
| 5e                   | Marlon Pérez         | Colombie             | Colombia-Selle Italia        | + 30 s               |
| modifier             |                      |                      |                              |                      |

| Classement par équipes | Classement par équipes   | Classement par équipes | Classement par équipes |
| Équipe                 | Équipe                   | Pays                   | Temps                  |
| ---------------------- | ------------------------ | ---------------------- | ---------------------- |
| 1re                    | Saeco                    | Italie                 | 98 h 40 min 36 s       |
| 2e                     | Alessio-Bianchi          | Italie                 | + 1 min 51 s           |
| 3e                     | Lampre                   | Italie                 | + 5 min 04 s           |
| 4e                     | Ceramica Panaria-Margres | Italie                 | + 6 min 24 s           |
| 5e                     | Saunier Duval-Prodir     | Espagne                | + 8 min 01 s           |

| Classement par équipes | Classement par équipes   | Classement par équipes | Classement par équipes |
| Équipe                 | Équipe                   | Pays                   | Temps                  |
| ---------------------- | ------------------------ | ---------------------- | ---------------------- |
| 1re                    | Saeco                    | Italie                 | 98 h 40 min 36 s       |
| 2e                     | Alessio-Bianchi          | Italie                 | + 1 min 51 s           |
| 3e                     | Lampre                   | Italie                 | + 5 min 04 s           |
| 4e                     | Ceramica Panaria-Margres | Italie                 | + 6 min 24 s           |
| 5e                     | Saunier Duval-Prodir     | Espagne                | + 8 min 01 s           |